# Avilix
Avilix (aviliš), jedan od tri plemenskih bogova Quiche Indijanaca iz unutrašnjosti Gvatemale. Aviliš se ukazao utemeljitelju loze Nihaiba, Balam-Acabu, kojemu su ovi prinosili žrtve. Nema zadovoljavajućeg etimološkog objašnjenja za ovo ime. J. Antonio Villacorta i Flavio Rodas u  'Rukopisu iz Čičikastenanga'  {Manuscrito De Chichicastenango (Popul Buj)} prevode ga s  'onaj što s vrha gleda na sve što se preziru' .